# Distretto di Dehradun
Il distretto di Dehradun è un distretto dell'Uttarakhand, in India, di 1 279 083 abitanti. È situato nella divisione di Garhwal e il suo capoluogo è Dehradun.